# Neohirasea nana
Neohirasea nana är en insektsart som först beskrevs av Carl 1913.  Neohirasea nana ingår i släktet Neohirasea och familjen Phasmatidae. Inga underarter finns listade i Catalogue of Life.